# Medicina medieval
Para medicina contemporânea praticada fora da Europa Ocidental, veja Medicina islâmica, Medicina bizantina, Medicina Tradicional Chinesa, e Ayurveda.

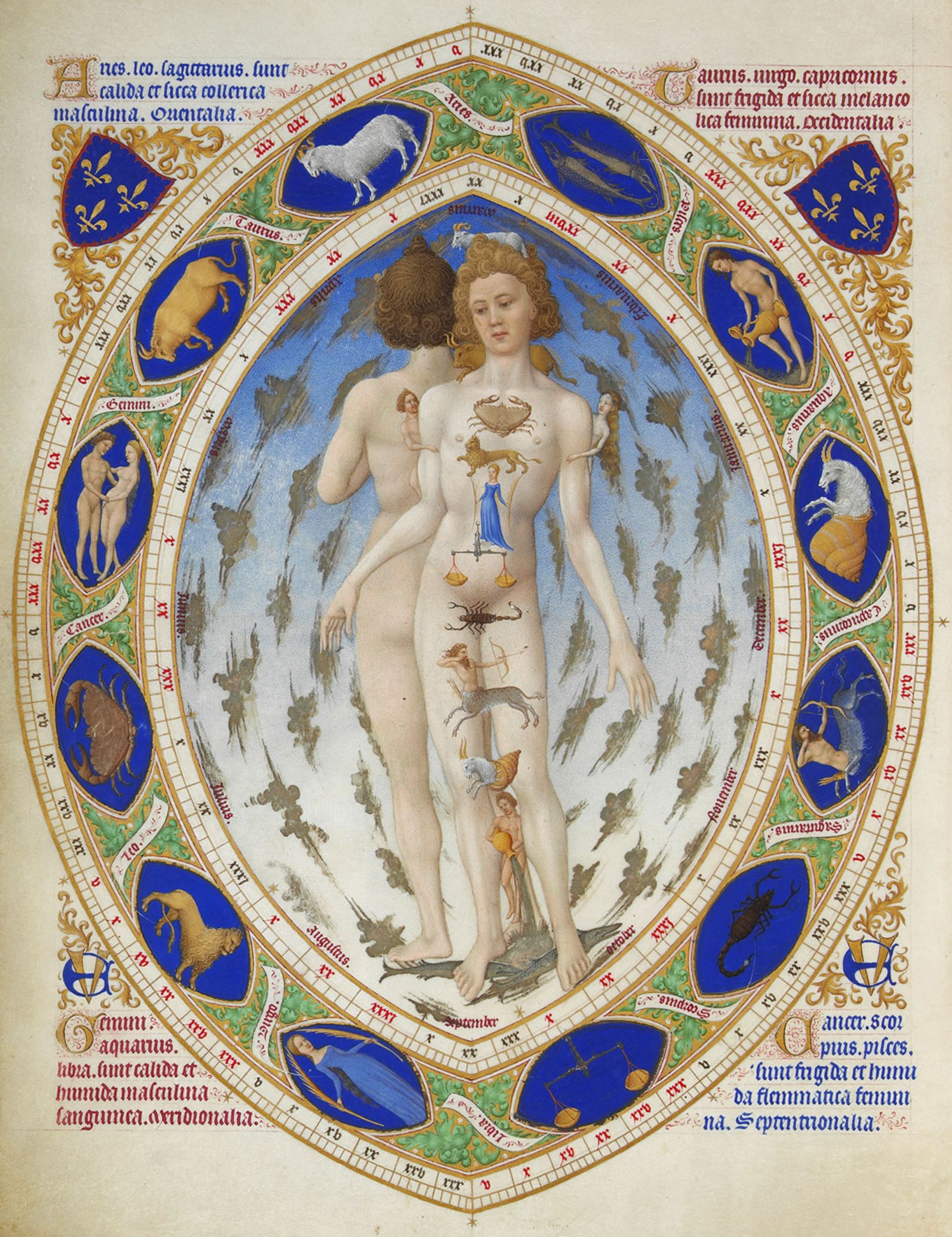
A astrologia teve importante papel na Medicina Medieval; os médicos de conhecimento mais elevados eram treinados em astrologia básica e a utilizavam em suas práticas

A medicina medieval na Europa Ocidental era uma mistura de ideias existentes desde a antiguidade, influências espirituais e aquilo que Claude Lévi-Strauss identificou como "complexo xamanístico" e "consenso social." Naquela época, não havia a tradição da medicina científica e as observações andavam lado a lado com influências espirituais.
No começo da Idade Média, após a queda do Império Romano, o conhecimento médico padrão era baseado principalmente em textos antigos da Grécia e de Roma, preservados em mosteiros e em outros locais. Os conceitos sobre a origem e a cura das doenças não estavam separadas do espiritualismo. Estavam, sim, baseadas numa visão de mundo na qual fatores como destino, pecado e astrologia atuavam em grande parte como qualquer causa física. Ao invés da evidência empírica, as crenças do paciente e do médico estavam tão atrelados à eficácia da cura que frequentemente o rémédio físico ficava subordinado à intervenção espiritual.

## Desenvolvimento
No início do período, não havia uma orientação médica única e organizada. Se uma pessoa adoecesse devido a um trauma ou doença poderia buscar tratamento no curandeirismo, num  benzedor, na astrologia, através de encantamentos e misticismo ou finalmente procurar um médico consagrado, se houvesse um disponível. Além disso, as fronteiras que separavam essas ocupações eram tênues e móveis. Textos médicos clássicos, tais como  aqueles de Galeno eram amplamente usados (mais com base em sua autoridade e tradição do que baseados em confirmação experimental).
Conforme o Cristianismo crescia em influência, se desenvolvia uma tensão entre a igreja e o curandeirismo devido ao seu aspecto mágico ou místico e à sua base em fontes que não eram compatíveis com a fé cristã. Encantamentos e simpatias que eram utilizados em conjunto com ervas e outros remédios deveriam ser substituídos por rezas cristãs. E mesmo o poder das ervas e a necessidade do uso de cristais deveriam ser explicadas através do Cristianismo.
A Igreja pensava que Deus às vezes enviava doenças como forma de punição e, nesses casos, o arrependimento poderia levar à cura. Isso levava à prática de penitência e peregrinação como meios de curar doenças. Na Idade Média, não se considerava a Medicina como uma profissão adequada para os cristãos, mesmo porque as doenças eram consideradas dádivas divinas. Deus era considerado o "médico divino" que enviava doenças ou curas conforme sua vontade. Entretanto, muitas ordens monásticas, particularmente os Beneditinos, consideravam o cuidado com os doentes como sua forma principal de trabalho.
A medicina medieval europeia se tornou mais desenvolvida no Renascimento quando inúmeros textos médicos árabes sobre medicina antiga grega e medicina islâmica foram traduzidos para latim. Os mais influentes entre esses textos era o Cânone da Medicina de Avicena, uma enciclopédia médica escrita por volta de 1030 o qual resumia a medicina dos gregos, a indiana e a islâmica até aquele momento. O Cânone se tornou um texto de autoridade na educação médica europeia até o início da Idade Moderna. Outros textos médicos traduzidos naquela época incluíam o Corpo Hipocrático atribuído a Hipócrates, Alquindo, De Gradibus o Liber Pantegni de Haly Abbas e Isaac ben Solomon, Abulcasis, Al-Tasrif e os escritos de Galeno.  

## Influências

### Medicina Hipocrática
A tradição médica ocidental frequentemente tem suas raízes diretamente ligadas à Antiga Civilização Grega, assim como a fundação de todo o Mundo Ocidental. Os gregos certamente definiram a fundação da medicina ocidental, mas muito mais dela pode ser traçado até o Oriente Médio, os Germanos, e os Celtas. A fundação da medicina pelos gregos vem de uma coleção de escrituras conhecidas hoje como Corpus Hippocraticum. Resquícios do Corpus Hippocraticum sobrevivem na medicina moderna tanto na forma do “Juramento Hipocrático” como no “Princípio da não-maleficência”.
O Corpus Hippocraticum, popularmente atribuído ao médico da Grécia Antiga conhecido como Hipócrates, exibe a abordagem básica aos cuidados médicos. Filósofos gregos viam o corpo humano como um sistema que reflete o trabalho da natureza e Hipócrates aplicou essa crença à medicina. O corpo, como um reflexo das forças naturais, continha quatro propriedades elementares expressadas pelos gregos como os Quatro Humores. Os humores representavam o fogo, o ar, a terra e a água através das propriedades de quente, frio, seco e úmido, respectivamente. A saúde no corpo humano baseava-se em manter esses humores balanceados dentro de cada pessoa.
Manter o equilíbrio dos humores dentro de cada paciente ocorria de várias maneiras. Um exame inicial era padrão para um médico analisá-lo devidamente. O clima da casa do paciente, sua dieta usual, e mapas astrológicos eram levados em conta durante a consulta. Os céus influenciavam todas as pessoas de maneiras diferentes através de sua ação nos elementos conectados a certos humores, informação importante para determinar o diagnóstico. O médico poderia determinar qual humor estava desequilibrado no paciente e prescrever uma nova dieta para restaurar esse equilíbrio. Uma dieta não apenas incluía comidas para comer ou evitar, mas também um regimento de exercícios e medicações.
A medicina hipocrática representou uma prática médica aprendida a partir da criação do Corpus Hippocraticum e, portanto, requerendo a alfabetização dos praticantes. Os tratados escritos a cerca do Corpus são variados, incorporando doutrinas médicas de qualquer fonte com a qual os gregos entraram em contato. Em Alexandria no Egito, os gregos aprenderam a arte da cirurgia e dissecação; a habilidade egípcia nessas áreas ultrapassaram a dos gregos e dos romanos devido à tabus sociais no tratamento de mortos. Um dos primeiros praticantes hipocráticos, Herófilo, engajou-se na dissecação e adicionou novos conhecimentos da anatomia humana a respeito do sistema nervoso, os trabalhos internos do olho, a diferenciação entre artérias e veias e a utilização do pulso como uma ferramenta de diagnóstico no tratamento. A cirurgia e dissecação trouxeram muito conhecimento sobre o corpo humano que médicos hipocráticos empregaram juntamente com seus métodos de balanceamento de humores nos pacientes. A combinação do conhecimento em dietas, cirurgia e medicações formou os fundamentos do aprendizado médico, sobre o qual Cláudio Galeno iria mais tarde contribuir grandemente.

### O Sistema Medieval

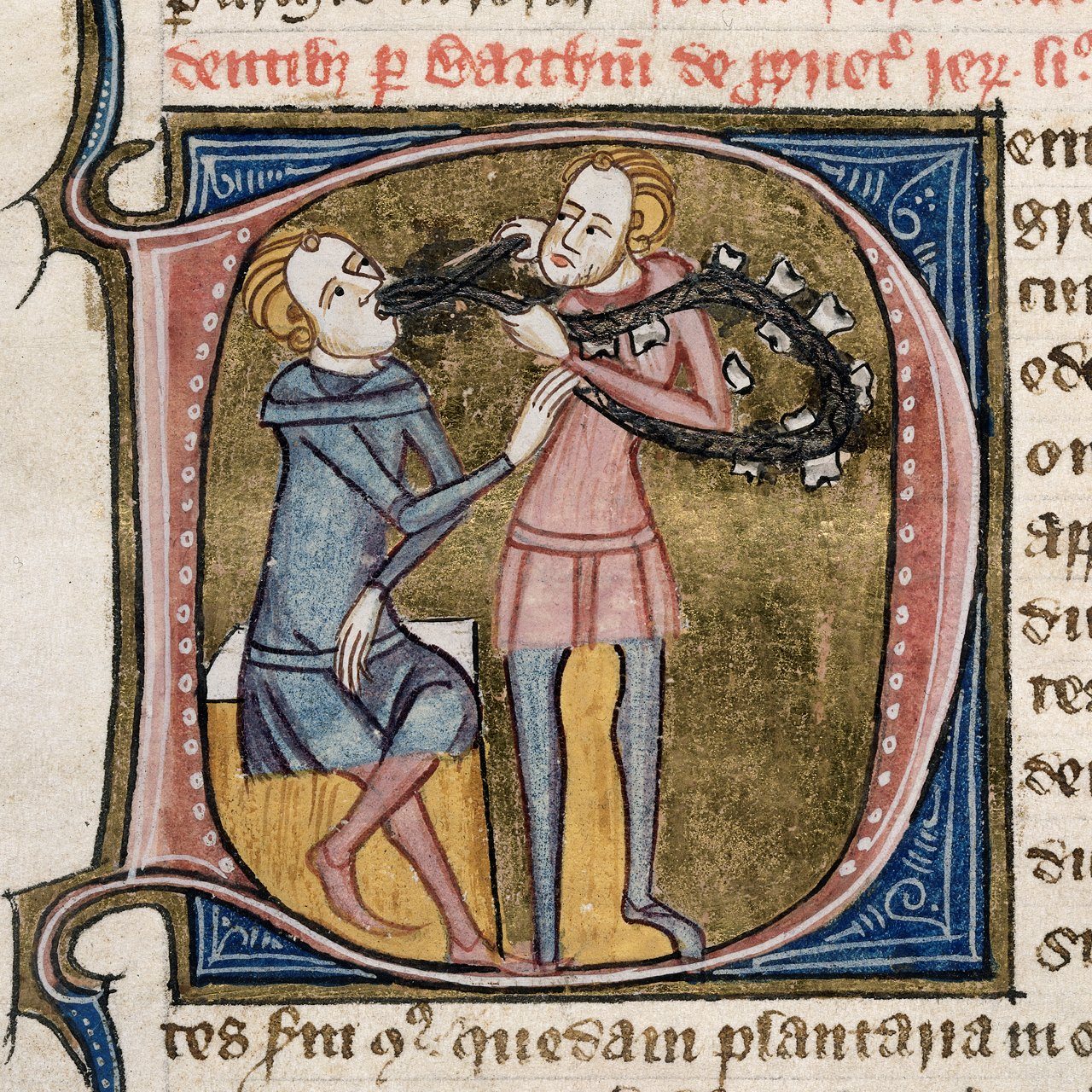
Um dentista com um fórceps de prata e um colar de dentes grandes extraindo um dente de um homem sentado. Inglaterra - Londres; 1360 - 1375

Iniciando-se nas áreas afetadas por último pela queda do Império Romano do Ocidente, uma teoria médica unificada começa a se desenvolver, baseada grandemente nos escritos dos médicos Gregos sobre Fisiologia, Higiene, Dieta, Patologia e Farmacologia e acreditada devido a descoberta de como a coluna vertebral controla os músculos. Através de dissecções eles descreveram as valvas do coração e determinaram a função da bexiga e dos rins.
Galeno de Pérgamo, também um Grego, era o mais importante médico de sua época e ficou atrás apenas de Hipócrates na história da medicina da antiguidade. Em vista de autoridade incontestável sobre a medicina da Idade Média, suas principais doutrinas requeriam alguma elaboração. Galeno descreveu os quatro sintomas clássicos da inflamação (rubor, dor, calor e edema) e acrescentou muito ao conhecimento das doenças infecciosas e da farmacologia. Entretanto, seu conhecimento da anatomia humana era deficiente porque era baseado na dissecação de porcos. Alguns de seus ensinamentos frearam o progresso da medicina medieval. Sua teoria, por exemplo, de que o sangue carregaria o 'pneuma', ou o espírito da vida, responsável pela sua cor vermelha, conjugada à noção errônea de de que o sangue passaria através de uma parede porosa entre os ventrículos do coração, atrasou o entendimento da circulação sanguínea e desencorajou muito a pesquisa em Fisiologia. Seu trabalho mais importante, no entanto, foi no campo da forma e função dos músculos a a função das áreas da coluna vertebral. Ele também se destacou no campo do diagnóstico e do prognóstico. A importância do trabalho de Galeno não pode ser superestimada, já que seus conhecimentos de medicina grega foram transmitidos ao mundo ocidental pelos Árabes.
Traduções para a língua Anglo-Saxã dos trabalhos clássicos como  Ervas de Dioscórides sobreviveram desde o século X, mostrando a persistência de elementos do conhecimento médico clássico. Compêndios como o Livro de Bald, citam uma variedade de trabalhos clássicos sobre remédios caseiros.